# Jean Nicolas Grou
Jean Nicolas Grou SJ (* 24. November 1731 in Calais, Frankreich; † 13. Dezember 1803 in Lulworth Castle, England) war ein französischer Jesuit, Priester, Mystiker und Theologe. Er hinterließ eine große Zahl asketischer und mystischer Schriften, die bis in die Neuzeit zahlreiche Auflagen erlebten. Sein Handbuch für innerliche Seelen gilt als Klassiker der geistlichen Lektüre.

## Leben
Jean Nicolas Grou wurde 1731 in der nordfranzösischen Stadt Calais geboren und trat mit fünfzehn Jahren in das Noviziat der Gesellschaft Jesu ein, 1762 empfing er die Priesterweihe. Nach seinen humanistischen Studien war Grou von 1751 bis 1755 Lehrer am Kolleg in La Flèche. P. Grou machte sich bald auch einen Namen als Übersetzer der Werke von Platon. Seine berühmten Übersetzungen sind immer wieder nachgedruckt worden (z. B. in Platons sämtlichen Werken, herausgegeben von Émile Saisset, Paris 1869, und in der Ausgabe des „Staates“ und der „Gesetze“ von Victor Cousin, Paris 1822). Von 1761 bis 1765 war Pater Grou tätig für die Verteidigung seines Ordens gegen die Jansenisten und die Aufklärungsphilosophen. Nach der Aufhebung des Jesuitenordens in Frankreich dozierte er Griechisch an der Universität Pont-à-Mousson.
Das philologische Werk Grous ist außerordentlich umfangreich: Korrekturen zum ganzen Text von Homer, Platon, Cicero, Horaz, Livius und auch der Vulgata. Im Jahre 1770 machte er Exerzitien, welche er als seine „zweite Bekehrung“ bezeichnete. Seine Studien beschäftigten sich von da an nur mehr mit dem geistlichen Leben. Es entstand eine Reihe großer aszetisch-mystischer Werke, die bald in viele Sprachen übertragen werden sollten. Sie kennzeichnen sich durch Klarheit und Tiefe, lange persönliche Erfahrung und eine große Beobachtungsgabe und Einfühlungskraft.
Als die Französische Revolution ausgebrochen war, wollte Grou in Paris sich versteckt halten und seinen Dienst in der Seelsorge und Seelenführung weiterführen. Schließlich wurde er aber bewogen nach England zu gehen, wo er in Schloss Lulworth bei Thomas Weld, dem Vater des späteren Kardinals Thomas Weld, Aufnahme fand. Dort setzte er sein Leben der Arbeit, Sammlung und Strenge fort; alle Tage stand er um vier Uhr auf, widmete eine Stunde dem inneren Gebet, betete das Brevier und bereitete sich auf die Heilige Messe vor. Er lebte vorbildlich die Tugend der Armut, er besaß nichts zu eigen. Bald wurde er der geistige Mittelpunkt und der Seelenführer einer Gruppe von Priestern und Ordensleuten. Als Papst Pius VII. die Gesellschaft Jesu für Russland wiederherstellte, baten die alten Jesuiten in England sofort um die Aufnahme in den wiedererstandenen Orden. Am 23. Mai 1803 konnte P. Jean Nicolas Grou seine Gelübde erneuern. Die letzten Monate seines Lebens waren von zahlreichen Krankheiten geprägt. Die Sterbesakramente empfing er bei vollem Bewusstsein und starb mit den Worten „O mein Gott, wie süß ist es, in Deinen Armen zu sterben.“

## Zitate
- „Ganzhingabe: Es gibt kein Wort, das die Bereitwilligkeit der Seele, alles zu tun und alles zu leiden für Den, dem sie sich geweiht hat, besser bezeichnet als dieser Ausdruck. Die Hingabe an Geschaffenes kann nicht anders als begrenzt sein. Die Hingabe an Gott hat keine Grenzen und kann keine haben. Sobald man den geringsten Vorbehalt, die kleinste Ausnahme macht, ist die Hingabe keine Ganzhingabe mehr.“ (aus: Handbuch für innerliche Seelen, Kap. 1)
- „Der Weg des Glaubens ist wesentlich ein dunkler Weg, ein Weg, auf welchem die Seele nichts mit dem gewöhnlichen Lichte der Vernunft erkennt, ein Weg, wo Gott vor allem beabsichtigt, den eigenen Geist absterben zu lassen. Es ist also einleuchtend, dass wir uns auf einem solchen Wege nicht mehr durch unser Nachdenken leiten lassen dürfen, sondern durch das Licht des Glaubens und den Antrieb des Heiligen Geistes. Es ist also keine Rede mehr vom Betrachten, denn man kann nicht mehr; noch von der Anwendung von Methoden, denn der Heilige Geist weht, wo Er will, und wann er will; noch von einer Übung des eigenen Geistes, denn er muss sterben; noch ein Nachdenken über das, was in einem vorgeht, denn man könnte es nicht erkennen, noch ein richtiges Urteil darüber fällen.“ (aus: Handbuch für innerliche Seelen, Kap. 60)
- „... Gewöhnlich geschieht es, dass sie sich über ihre Fehler wundern. Sie werden über sie unruhig, eine falsche Scham verwirrt sie, und sie überlassen sich Mißmut und Verzagtheit. Das sind ebenso viele Wirkungen der Eigenliebe, die gefährlicher sind, als die Fehler selbst. Man wundert sich, unruhig und verwirrt zu sein. Das ist sehr unrecht und ein Zeichen dafür, dass man sich kaum kennt. Umgekehrt, man sollte darüber erstaunt sein, dass man nicht viel öfter fällt und sollte Gott danken für die Sünden, vor denen Er uns bewahrt.“ (aus: Handbuch für innerliche Seelen, Kap. 17)
- „Liebe, welche zählt, welche rechnet, auf ihrem Vorteil schaut, die, mit einem Wort, nur bis zu einem bestimmten Punkte gehen will, ist keine vollkommene Liebe. Damit sie Gottes wirklich würdig sei, darf sie keine Grenzen kennen, muss sie sich über menschliche Klugheit und Vernunft erheben, muss sie bis zur Torheit, bis zur Torheit des Kreuzes gehen. So hat Christus Seinen Vater geliebt, so hat Er uns geliebt. Wir werden in der Ewigkeit alles gewinnen, was wir in der Zeitlichkeit verloren haben. Und wir werden in der Ewigkeit alles verlieren, was wir Gott in der Zeit verweigert haben.“ (aus: Handbuch für innerliche Seelen, Grundwahrheiten über das innerliche Leben)
- „Alle Hindernisse, auf die wir nur stoßen, alle inneren Leiden, die wir durchmachen, kommen nur von der Eigenliebe her. In dem Maße jeweils, wie sie schwächer wird, wie wir unserem Selbst-urteilen-wollen entsagen, wie unser Wille sich unter dem Gottes beugt und Seine Verherrlichung und Sein Wohlgefallen anstrebt, in demselben Maße ebnen sich die Schwierigkeiten, hören die Kämpfe auf, verschwinden die Nöte, und Ruhe und Frieden ziehen ein in das Menschenherz.“ (aus: Handbuch für innerliche Seelen, Grundwahrheiten über das innerliche Leben)
- „Die Reinheit der Absicht: Jedermann weiß es, dass die Absicht über die moralische Güte unsrer Handlungen entscheidet, dass, wenn die Absicht gerade und rein ist, die Handlung Gott angenehm ist, und zwar um so angenehmer, je gerader und reiner sie ist. … Die Absicht ist gerade, wenn sie sich Gott zum Ziel setzt und geradezu und ohne Umschweif auf ihn zustrebt. Sie ist es nicht, wenn sie sich, statt sich auf Gott zu richten, den Geschöpfen zuneigt. Die Absicht ist rein, wenn sie Gott um seiner selbst willen im Auge hat, wenn sie vor Allem auf seinen Willen und sein Wohlgefallen sieht.“ (aus: Geistliche Einsamkeit in Betrachtungen über die Liebe Gottes)
- „Die Seele, die von Natur aus so betriebsam, so unruhig ist, findet sich, wenn sie der Wirksamkeit Gottes, die sie zur Stille hinzieht, unterworfen ist, in einem Zustand der Ruhe. ... Wie kann man sich fürchten, sich so Gott ganz hinzugeben? Was ist denn das Ziel seiner innigen Einladungen, seiner so herzlichen und drängenden Bemühungen anders als unser Bestes, unser wahres Wohl, das er unendlich besser als wir selber kennt, nach dem er glühend verlangt und das nur er allein uns verschaffen kann? Ruht den nicht unser Heil unvergleichlich sicherer in seiner Hand als in unserer?“ (aus: Maximes spirituelles, zweite Maxime; übertragen von Wilhelm Schamoni)

## Asketische und mystische Schriften
Jean Nicolas Grou verfasste zahlreiche Schriften zu aszetischen und mystischen Themen. Einige seiner Schriften sind auch vom großen französischen Bischof und Prediger Jacques Bénigne Bossuet beeinflusst, etwa sein berühmtes Werk „Manuel des âmes intérieures“ („Handbuch für innerliche Seelen“), das vom 18.–20. Jahrhundert auch zahlreiche Übersetzungen erfuhr. Die in vielen seiner Bücher niedergelegte Lehre ähnelt auch der von Louis Lallemant SJ. Weiters brachte Grou viele Übersetzungen klassischer philosophischer Werke heraus, vor allem seine Übersetzungen und Kommentare der Werke von Plato erfuhren eine weite Verbreitung. Im deutschen Sprachraum wurden die Werke von P. Grou besonders von Fürstbischof Johannes Zwerger von Graz-Seckau geschätzt.
Einige deutsche Ausgaben seiner Schriften (Auswahl)
- P. Johannes Grou: Handbuch für innerliche Seelen. Deutsche Ausgabe Münster 1910; Für eine verbesserte Übersetzung sorgte die Karmelitin Maria Gabriela vom Heiligsten Sakrament (Hedwig von Liszt, 1866–1941, Cousine des Komponisten Franz Liszt.) Eine weitere überarbeitete Ausgabe des Buches wurde von Wilhelm Schamoni 1953 beim Verlag Schöningh herausgegeben.
- Englische Ausgabe des Handbuches für innere Seelen mit einer ausführlichen Biographie von Jean Nicolas Grou
- Jean-Nicolas Grou S.J. Das gewöhnliche passive Gebet. Übersetzung aus "Maximes spirituelles", zweite Maxime, in: Wilhelm Schamoni: Gebet und Hingabe. Paderborn 1954.
- Jean Nicolas Grou: Die Schule Christi. Deutsche Ausgabe. Münster 1931.
- Johann Grou SJ: Die Kennzeichen der wahren Frömmigkeit. Deutsche Ausgabe. Manz, Regensburg 1865 (auch online).
- Johann Grou SJ: Geistliche Einsamkeit in Betrachtungen über die Liebe Gottes. Deutsche Ausgabe. Manz, Regensburg 1865 (auch online).
- Abbé Grou: Das Heil der Welt oder Die praktische Kenntnis des Kreuzes in den Sakramenten der Buße und des Altares. Deutsche Ausgabe. Augsburg 1856 (auch online).
- Jean Nicolas Grou: Die Schule Christi Deutsche Ausgabe. Münster 1931.
- Jean Nicolas Grou: Das innere Leben Jesu und Mariä. Münster 1868–69.
- Johann Grou und Pierre Marin: Die Wissenschaft des Kreuzes. Deutsche Ausgabe. Manz, Regensburg 1859 (auch online).
- Johannes Grou: Von der Hingabe seiner selbst an Gott. Deutsche Ausgabe. Verlag Fel. Rauch, Innsbruck 1904.